# NGC 1232
NGC 1232 é uma galáxia espiral localizada a cerca de setenta e dois milhões de anos-luz (aproximadamente 22,07 megaparsecs) de distância na direção da constelação de Erídano. Possui uma magnitude aparente de 9,8, uma declinação de -20º 34' 45" e uma ascensão reta de 03 horas,  09 minutos e 45,1 segundos.e tem cerca de 200 mil anos luzes de diâmetro